# Paracydas postpallida
Paracydas postpallida är en fjärilsart som beskrevs av Rothschild 1917. Paracydas postpallida ingår i släktet Paracydas och familjen Eupterotidae. Inga underarter finns listade i Catalogue of Life.